# Orinocosaltator
De Orinocosaltator (Saltator orenocensis) is een zangvogel uit de familie Thraupidae (Tangaren).

## Verspreiding en leefgebied
Deze soort telt 2 ondersoorten:
- Saltator orenocensis rufescens: noordelijk Colombia en noordwestelijk Venezuela.
- Saltator orenocensis orenocensis: van noordoostelijk Colombia tot noordoostelijk Venezuela.